# Gauthier Diafutua
Gauthier Diafutua (Levallois-Perret, 4 november 1985) is een Franse voetballer van Congolese afkomst. Vanaf het seizoen 2007-2008 komt hij uit voor AFC Tubize. Ondanks zijn jonge leeftijd kende Diafutua al verschillende clubs. Hij speelde achtereenvolgens bij Brétigny-sur-Orge, Montrouge, Watford, Cherbourg, Mons, Dender en nu dus Tubize. Diafutua is aanvaller.

## Carrière
- 2001-2002 : CS Brétigny-sur-Orge

- 2002-2003 : Montrouge FC 92

- 2003-2005 : Watford FC

- 2005-2006 : AS Cherbourg

- 2006-01/2007 : RAEC Mons

- 01/2007- 06/2007 : FCV Dender EH

- 06/2007 - ... : AFC Tubize